# Lysichiton
Lysichiton es un género con 2 especies de plantas con flores de la familia Araceae. Es originario de las regiones templadas del este de Asia, Rusia, Alaska y oeste de los Estados Unidos.

## Taxonomía
El género fue descrito por Heinrich Wilhelm Schott y publicado en Oesterreichisches Botanisches Wochenblatt 7: 62, en 1857.

#### Etimología
Lysichiton: nombre genérico derivado del griego que significa Lysi = disolver, chiton se refiere a la espata como arma que encierra la inflorescencia poco después de la floración.

## Especies
- Lysichiton americanus
- Lysichiton camtschatcensis

Estas dos especies fueron originalmente consideradas la misma especie, descrita con el nombre de L. camtschatcensis. 